# Rio Manuel Alves Pequeno
Rio Manuel Alves Pequeno är ett vattendrag i Brasilien.   Det ligger i delstaten Tocantins, i den centrala delen av landet, 900 km norr om huvudstaden Brasília.
Omgivningarna runt Rio Manuel Alves Pequeno är huvudsakligen savann. Trakten runt Rio Manuel Alves Pequeno är nära nog obefolkad, med mindre än två invånare per kvadratkilometer.